# Ursonate
Ursonate är en dadaistisk ljuddikt av Kurt Schwitters som komponerades 1922-1932. Dikten existerar som ett partitur av abstrakta fonem med instruktioner på tyska men saknar sådan information som noter, tempo och dylikt. Vid framförande bygger Ursonate på rytm och intonation. Schwitters påpekar bland annat vikten av att texten ska intoneras som tyska.
Sonaten består av fyra partier plus en overtyr, en final och en kadens i fjärde partiet. Det första partiet är en rondo med fyra återkommande grundteman.
Dikten är influerad av en av Raoul Hausmanns fonetiska dikter som börjar med raden "fmsbwtazdu", och som Schwitters första gången hörde reciteras av Hausmann i Prag 1921. Efter detta inlemmade Schwitters denna diktuppläsning i sina så kallade Merzaftnar där han själv reciterade dikten som han kallade Porträtt av Raoul Hausmann. Utifrån dessa regelbundna recitationer utvecklades den abstrakta dikten Sonate in Urlauten. Det var först kring 1926 som dikten började anta den form som han slutligen publicerade 1932 som ett partitur i det sista numret av sin egen tidskrift Merz och då under namnet Ursonate. Partituret lät han formge av den dadaistiske typografen och grafikern Jan Tschichold.
Det finns ett verifierat tillfälle då delar av en variant av Ursonate spelades in av Schwitters själv. Detta skedde den 5 maj 1932 vid Suddeutsche Rundfunk (SDR) och existerar som en 78-varvare på shellack och förvaras av Kurt und Ernst Schwitters Stiftung. under vilka förhållanden som inspelningen skedde är okända och det finns ingen dokumentation över att materialet gavs ut eller sändes via radio vid denna tiden. Istället gavs delar av materialet från inspelningen ut på LP:n "Die Sonate in Urlauten" 1958, tillsammans med en inläsning av Kurt Schwitters norske son Ernst Schwitters. Ernst har sagt att han tror att det är omöjligt att återskapa faderns diktuppläsning utifrån partituret, varför han själv valde att spela in dikten 1958 utifrån erfarenheterna ifrån de hundratals uppläsningar av dikten som han själv upplevt som barn under Merzaftnarna. Skivan gavs ut i endast 100 exemplar. Det finns även en utgåva som påstås innehålla den kompletta Ursonate uppläst av Kurt Schwitters vilken gavs ut som CD 1993 av förlaget WERGO. Denna utgåva har ifrågasatts av bland andra Kurt und Ernst Schwitters Stiftung som menar att de bevisat att inspelningen inte är av Kurt Scwhitters utan istället av hans son Ernst Schwitters.
Utöver dessa inspelningar finns det ett antal av andra konstnärer och poeter där den som brukar anses vara en av de bästa är av den holländske performancekonstnären Jaap Blonk utgiven på Bvhaast Records 1986. Av någon anledning stoppade dock Ernst Schwitters familj utgåvan under ett antal år, vilken därför länge bara existerade i ett fåtal vinylexemplar, men inspelningen spreds under tiden via kassetter och hembrända CD-skivor. Emellertid lyftes bannlysningen 2002, vilket innebar att Jaap Blonks inspelning från 1986 kunde ges ut i en officiell CD-utgåva på skivbolaget Basta, där också en nyare Blonkinspelning av Ursonate;Sonate in Urlauten från 2003 publiceras.
En annan inspelning, som också anses vara en av de bäst genomförda, är Eberhard Blums inspelning från 1991 på skivbolaget Hat Hut Records etikett hat ART.